# Доминик Шервуд
Доминик Ентони Шервуд (енгл. Dominic Anthony Sherwood; Ројал Танбриџ Велс, 6. фебруар 1990) британски је глумац и манекен. Познат је по улози Кристијана Озере у филму Вампирска академија, Џејса Вејланда  у серији Сеноловци и Курта у серији Пени Дредфул: Град анђела.

## Детињство и младост
Рођен је у Ројал Танбриџ Велсу, у Енглеској. Похађао је Средњу школу Оуквуд парк у Мејдстону. Након студија драме и позоришта у Мејдстону и Севеноуксу, отишао је да ради у иностранству, почевши од Кеније где је радио шест месеци пре него што се преселио у Лондон.

## Приватни живот
Између 2015. и 2017. године излазио је са колегиницом из филма Вампирска академија, Саром Хајланд. Тренутно је у вези с глумицом Декер Садовски. Шервуд има хетерохромију; једно око му је плаво док је друго полуплаво и полусмеђе.
Живи и ради у Лос Анђелесу.

## Филмографија
| Година | Српски назив        | Изворни назив | Улога           | Напомене       |
| ------ | ------------------- | ------------- | --------------- | -------------- |
| 2012.  |                     |               | Мик Џегер       | споредна улога |
| 2014.  | Вампирска академија |               | Кристијан Озера | главна улога   |
| 2016.  |                     |               | Џејмс Херик     | главна улога   |
| 2017.  |                     |               | Зак Бредфорд    | главна улога   |
| 2022.  |                     |               | Мејсон Полард   | главна улога   |

| Година     | Српски назив              | Изворни назив | Улога          | Напомене                    |
| ---------- | ------------------------- | ------------- | -------------- | --------------------------- |
| 2010.      |                           |               | Џек Симонс     | Recurring role; 11 episodes |
| 2011.      | Сејди Џеј                 |               | Том            | епизода: „Черилистик”       |
| 2013.      |                           |               | Луис           | епизода: „1.1”              |
| 2016—2019. | Сеноловци                 |               | Џејс Херондејл | главна улога                |
| 2016.      | Модерна породица          |               | Џејмс          | епизода: „Луди воз”         |
| 2020.      | Пени Дредфул: Град анђела |               | Курт           | споредна улога              |
| н. п.      |                           |               | Џеф Мерфи      | главна улога                |

| Година | Назив | Извођач      |
| ------ | ----- | ------------ |
| 2013.  | „”    |              |
| 2015.  | „”    | Тејлор Свифт |
| 2017.  | „”    | Кејти Велч   |